# مارتن ستون
مارتن ستون (بالإنجليزية: Martin Stone)‏ هو عازف قيثارة بريطاني، ولد في 11 ديسمبر 1946 في إنجلترا في المملكة المتحدة، وتوفي في 9 نوفمبر 2016 في فرنسا.